# بيليفيل

شعار بلدية بيليفيل

بيليفيل (Belleville) بلدية فرنسية تقع في إقليم رون في منطقة رون ألپ شرق فرنسا .

## توأمة
لبيليفيل اتفاقيات توأمة مع:
- زالتسكوتن

## أعلام
- غابرييل فويسن
- فرانك دوريكس
- فيليب جاردينت